# Yiwan (sockenhuvudort i Kina, Hunan Sheng, lat 29,87, long 111,68)
Yiwan (kinesiska: Yiwan Xiang, 宜万乡) är en sockenhuvudort i Kina. Den ligger i provinsen Hunan, i den södra delen av landet, omkring 220 kilometer nordväst om provinshuvudstaden Changsha. Antalet invånare är 19 608. Befolkningen består av 9 621 kvinnor och 9 987 män. Barn under 15 år utgör 12,0 %, vuxna 15-64 år 74 %, och äldre över 65 år 12,0 %.
Runt Yiwan är det tätbefolkat, med 356 invånare per kvadratkilometer. Närmaste större samhälle är Yanglinshi, 15,3 km nordost om Yiwan. Omgivningarna runt Yiwan är en mosaik av jordbruksmark och naturlig växtlighet.
Genomsnittlig årsnederbörd är 1 565 millimeter. Den regnigaste månaden är maj, med i genomsnitt 222 mm nederbörd, och den torraste är december, med 22 mm nederbörd.